# Wybory parlamentarne na Słowacji w 1998 roku
Wybory parlamentarne na Słowacji w 1998 roku odbyły się 25 i 26 września 1998. W ich wyniku Słowacy wybrali 150 posłów do Rady Narodowej. Wybory zakończyły się zwycięstwem rządzącego Ruchu na rzecz Demokratycznej Słowacji Vladimíra Mečiara, który nieznacznie wyprzedził Słowacką Koalicję Demokratyczną. Nowy rząd, na czele którego stanął Mikuláš Dzurinda, utworzyła jednak SDK wraz z Partią Węgierskiej Koalicji, Partią Demokratycznej Lewicy i Partią Porozumienia Obywatelskiego. Frekwencja wyborcza wyniosła 84,2%.

## Wyniki wyborów
| Lista wyborcza                                           | Głosy   | %     | Mandaty |
| -------------------------------------------------------- | ------- | ----- | ------- |
| Ruch na rzecz Demokratycznej Słowacji                    | 907 103 | 27,00 | 43      |
| Słowacka Koalicja Demokratyczna (DÚ, KDH, DS, SDSS, SZS) | 884 497 | 26,33 | 42      |
| Partia Demokratycznej Lewicy                             | 492 507 | 14,66 | 23      |
| Partia Węgierskiej Koalicji                              | 306 623 | 9,13  | 15      |
| Słowacka Partia Narodowa                                 | 304 839 | 9,07  | 14      |
| Partia Porozumienia Obywatelskiego                       | 269 343 | 8,02  | 13      |
| Komunistyczna Partia Słowacji                            | 94 015  | 2,80  | 0       |
| Zrzeszenie Robotników Słowacji                           | 43 809  | 1,30  | 0       |
| Naše Slovensko                                           | 16 192  | 0,48  | 0       |
| Słowacka Partia Ludowa                                   | 9227    | 0,27  | 0       |
| Maďarské ľudové hnutie za zmierenie a prosperitu         | 6587    | 0,20  | 0       |
| Nezávislá iniciatíva Slovenskej republiky                | 6232    | 0,19  | 0       |
| Slovenská národná jednota                                | 4688    | 0,14  | 0       |
| Béčko – Revolučná robotnícka strana                      | 4391    | 0,13  | 0       |
| Jednotná strana pracujúcich Slovenska                    | 3574    | 0,11  | 0       |
| Národná alternatíva Slovenska                            | 3034    | 0,09  | 0       |
| Hnutie tretej cesty                                      | 2515    | 0,07  | 0       |